# 948. grenadirski polk (Wehrmacht)
948. grenadirski polk (izvirno nemško 948. Grenadier-Regiment; kratica 948. GR) je bil pehotni polk Heera v času druge svetovne vojne.

## Zgodovina
Polk je bil ustanovljen 1. decembra 1943 za potrebe 359. pehotne divizije.